# 特雷济乌
特雷济乌（法語：Trézioux，法語發音：[tʁezju]）是法国多姆山省的一个市镇，属于克莱蒙费朗区。

## 地理
特雷济乌（45°43'21"N, 3°28'15"E）面积17.44 平方千米，位于法国奥弗涅-罗讷-阿尔卑斯大区多姆山省，该省份为法国中南部省份，北起阿列省接壤，东临卢瓦尔省，南至上盧瓦爾省和康塔爾省，西接科雷兹省和克勒兹省。
与特雷济乌接壤的市镇（或旧市镇、城区）包括：邦雅、库尔皮耶尔、埃斯唐德伊、讷维尔、奥弗涅地区圣迪耶、圣弗卢尔莱唐、塞尔芒蒂宗。
特雷济乌的时区为UTC+01:00、UTC+02:00（夏令时）。

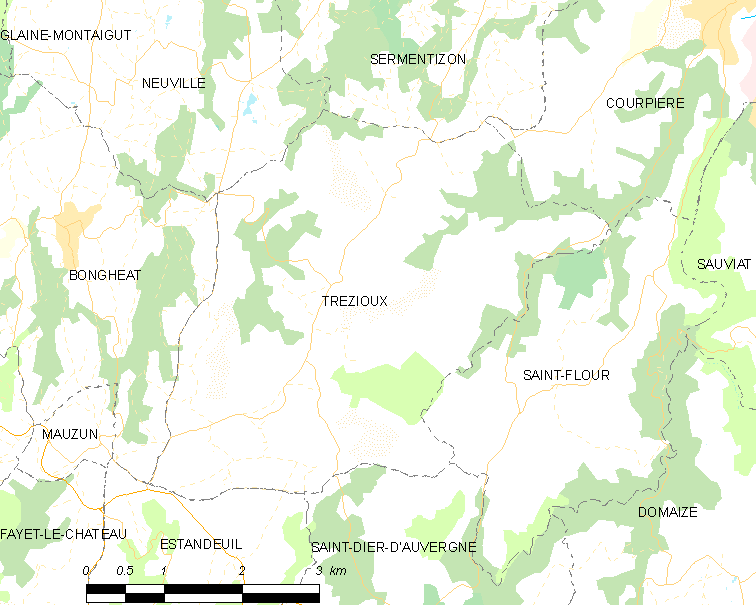
特雷济乌的OSM定位图

## 行政
特雷济乌的邮政编码为63520，INSEE市镇编码为63438。

## 政治
特雷济乌所属的省级选区为比永县。

## 人口

1962-2008年间特雷济乌人口变化图示

特雷济乌于2022年1月1日时的人口数量为502人。